# Tolmerus pamirensis
Tolmerus pamirensis là một loài ruồi trong họ Asilidae. Tolmerus pamirensis được Lehr miêu tả năm 1981. Loài này phân bố ở vùng Cổ Bắc giới.